# محمد بن عمر
رشيد بن عامر ابن مدينة برج الكيفان، كان نجمًا ساطعًا في عالم كرة القدم، الله يرحمه. لقد أظهر موهبة استثنائية خلال مسيرته مع نادي اتحاد الحراش.